# Chincha (dân tộc)

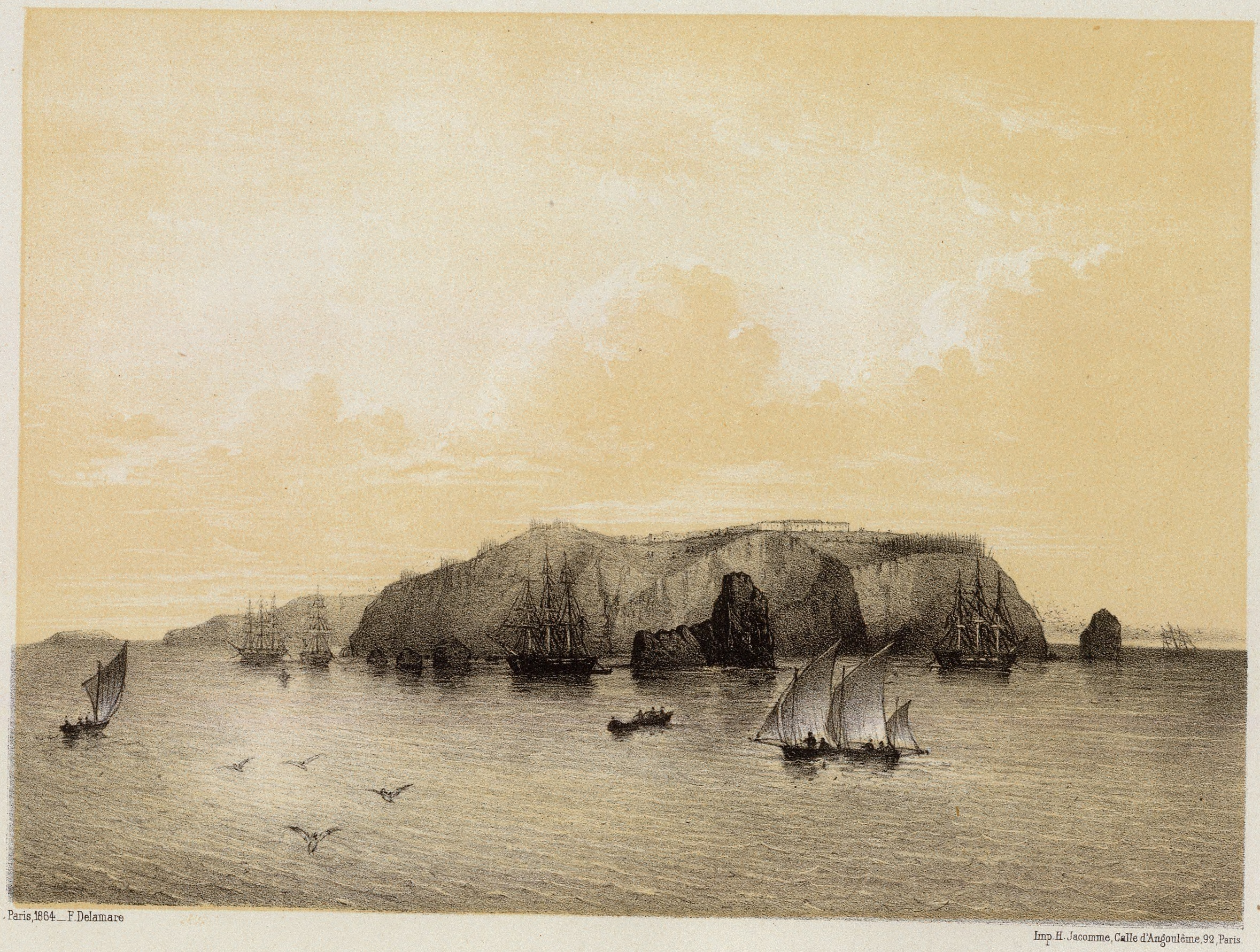
Quần đảo Chincha, theo hình vẽ năm 1865

Chincha là một dân tộc bản địa châu Mỹ tại dãy Andes ở Nam Mỹ. Họ được thảo luận bởi Maria Rostworowski de Dies Canseco trong sách "Lịch sử Vương quốc của người Inca" (đại học Cambridge xuất bản năm 1999) và bởi Justo Ceceres Macedo trong sách "Nền văn hóa tiền sử của Peru" (Bảo tàng Lịch sử Tự nhiên Peru, 1985). Nhà nghiên cứu người Đức Friedrich Ratzel đã báo cáo vào năm 1896 trong sách "Lịch sử nhân loại", là nhà thám hiểm Tây Ban Nha Francisco Pizarro đã gặp các người Chinchas, có truyền thống sinh hoạt trên biển.
Tên gọi của họ có liên quan với quần đảo Chincha, ngoài khơi bờ biển Peru, cũng như với những con vật được biết đến với tên gọi chinchilla (nghĩa đen của "little chincha" - chincha nhỏ). Cuối cùng, những người Chincha đã bị đồng hóa bởi những người Inca.